# Hillside, New Jersey
Hillside är en ort i Union County i delstaten New Jersey, USA.